# Колбащина
Колбащина (укр. Ковбащина) — село на Украине, основано в 1849 году, находится в Коростенском районе Житомирской области.
Код КОАТУУ — 1822386004. Население по переписи 2024 года составляет 290 человек. Почтовый индекс — 11571. Телефонный код — 4142. Занимает площадь 1,48 км².

## Адрес местного совета
11571, Житомирская область, Коростенский р-н, с.Ушомир, ул.Березюка, 17